# Krivany
Krivany és un poble i municipi d'Eslovàquia. Es troba a la regió de Prešov, al nord del país.

## Història
La primera referència escrita de la vila data del 1301.

## Demografia
| Godina             | 1994 | 2004   | 2014   | 2024   |
| ------------------ | ---- | ------ | ------ | ------ |
| Nombre de persones | 1061 | 1136   | 1222   | 1281   |
| Diferència         |      | +7,06% | +7,57% | +4,82% |

| Godina             | 2023 | 2024   |
| ------------------ | ---- | ------ |
| Nombre de persones | 1265 | 1281   |
| Diferència         |      | +1,26% |